# Félix Leprince-Ringuet
Félix Adrien Louis Leprince-Ringuet  (Paris,  14 de Julho de 1873 - 2 de Janeiro de 1958) foi um engenheiro francês, conhecido principalmente pela sua participação na criação da École des mines de Nancy e ter dirigido a École des mines de Paris.

## Biografia
Após um início de carreira como engenheiro de minas em Alais, Amiens, Arras e Nancy, chega a guerra de 1914. Passa dois anos como comandante de artilharia, sendo depois encarregado de dirigir um centro de aprovisionamento automóvel.
Em 1959, ajuda na criação da escola de minas de Nancy, sendo o seu primeiro diretor técnico. Participa em seguida na Comissão arbitral de Marrocos.
Em 1934, torna-se presidente da Comissão da estatística mineira, o que o leva a criar o Gabinete de documentação mineira. Torna-se o diretor da Escola de minas de Paris de 1936 até 1940, após a saída para a reforma de Alfred Liénard. Preside finalmente à Sociedade de estatística de Paris, de 1942 a 1945.
Foi um distinguido alpinista e um grande viajante. Conduziu expedições geológicas e mineiras de 1897 a 1911 na Rússia, China e Sibéria, e em África em 1929.
Foi laureado da Academia das Ciências, com a medalha de ouro da Sociedade industrial mineral.
Casara com Renée, filha de René Stourm, cofundador da Escola livre das Ciências Políticas e secretário perpétuo da Academia das Ciências Morais e Politicas. Tiveram três filhos, sendo um deles Louis Leprince-Ringuet, célebre físico nuclear.